# هاندلس بانكين
سفينسكا هاندلس بانكين أيه بي هو بنك سويدي يقدم خدمات مصرفية بما في ذلك معاملات الشركات التقليدية والخدمات المصرفية الاستثمارية والتجارة بالإضافة إلى الخدمات المصرفية الاستهلاكية بما في ذلك التأمين. هاندلس بانكين هو أحد البنوك الرئيسية في السويد مع شبكة فروع على مستوى البلاد.
منذ منتصف التسعينيات ، قامت هاندلس بانكين بتوسيع عملياتها المصرفية الشاملة في بلدان الشمال الأوروبي الأخرى ، وكذلك في المملكة المتحدة وهولندا . أكبرها في بريطانيا مع أكثر من 200 مكتب فرعي. في أكتوبر 2021 ، أعلنت شركة هاندلس بانكين أنها ستركز على أسواقها الرئيسية بريطانيا والسويد والنرويج وتبيع عملياتها في فنلندا والدنمارك .